# De familie Snoek (nieuwe reeks)
De tweede reeks albums van de gagstrip De familie Snoek verscheen tussen 1966 en 1969. Het zijn gags van De familie Snoek die eerder gepubliceerd waren in Pats, de kinderbijlage van De Standaard.

## Lijst van albums
1. Snoek komt terug 1966
2. Huize Snoek 1966
3. Snoek als buurman 1967
4. Snoek in het huishouden 1967
5. Snuggere Snoek 1968
6. De lachende Snoek 1968
7. De snikkende Snoek 1969